# 天主教哈拉雷總教區
天主教哈拉雷總教區 （拉丁語：Archidioecesis Hararensis）是津巴布韋一個羅馬天主教教省總教區，也是津國兩個總教區之一。

## 歷史
總教區前身是贊比西自治傳教區，成立於1879年7月2日。1915年3月9日升為宗座監牧區。1927年7月14日易名索爾斯伯利監牧區。1931年3月3日升為代牧區。1955年1月11日升為總教區，1982年6月25日易名至今。

## 現況
總教區範圍包括東馬紹納蘭省、西馬紹納蘭省南部、中馬紹納蘭省南部、馬尼卡蘭省布海拉區，以及首都哈拉雷。下轄三個教區。2006年有教友499,810人（佔轄區總人口10.1%）、四十三個堂區、134名司鐸。現任總主教為羅伯特‧克里斯托弗‧恩多洛夫。